# Палецький Ростислав Михайлович
Ростислав Михайлович Палецький (10 січня 1932, с. Коханівка, Троїцький район, Одеська обл. — 7 березня 1978, с. Троїцьке, Одеська обл.) — український художник, майстер декоративного живопису. Заслужений майстер народної творчості УРСР (1971).

## Життєпис
Ростислав Палецький народився 10 січня 1932 р. у селі Коханівка, нині Подільського району на Одещині, в селянській родині Михайла Кіндратовича і Килини Йосипівни Палецьких, у яких було шестеро дітей.                                                                                                                                                                               
Навчався на муляра, але за станом здоров'я повернувся додому і став завклубу в селі Троїцьке Любашівського району Одеської області. 
Народний майстер, він не мав професійної художньої освіти, самостійно займався олійним живописом, створював традиційні аматорські портрети і пейзажі.
Коли очолив Троїцький будинок культури, то ініціював створення «Перлини степу» — центру фольклористів та народних умільців, які збирали й вивчали цікаві зразки вишивки, ткацтва, писанкарства, переказів і легенд та ін.
Був засновником літературно-мистецького об'єднання творчої молоді «Степовий колос», ініціював будівництво у Троїцькому школи мистецтв, яку згодом очолив і де викладав.
В 1971 р. мав першу персональну виставку в Одеському музеї західного і східного мистецтва. Того ж року отримав бронзову медаль лауреата Всесоюзної виставки. Його розписи побували на виставках у Києві, Ленінграді, Москві, Ізмаїлі, Полтаві та за кордоном: у Польщі, Болгарії, Німеччині, Чехії, в Японії — на Міжнародній виставці «Експо-70» .
В 1971 р. отримав звання «Заслужений майстер народної творчості»; мав 8 тематичних виставок з 50–60 робіт кожна.
7 березня 1978 року в селі Троїцьке у власній хаті  був убитий невідомими злочинцями. Правозахисник Петро Григоренко пов'язував загадкові смерті представників української інтелігенції, зокрема й Ростислава Палецького, з діяльністю голови Комітету державної безпеки УРСР Віталія Федорчука. Письменник і краєзнавець Іван Малюта вважав, що існувало ідеологічне замовлення на вбивство художника. Інформацію про це він передав за кордон через відому правозахисницю Оксану Мешко.
Роботи майстра і по цей час експонуються на виставках в Україні та світі. 1991 року виставка робіт художника відбулася в Одеському літературному музеї.

## Творчість
Був новатором у жанрі декоративного розпису, творив власні орнаментальні композиції з яскравим національним колоритом, вдавався до стилізації історичних постатей та відомих літературних персонажів, особливий інтерес мав до козацької тематики, героїчного епосу українського народу. Малював композиції на теми творів класиків української літератури Івана Котляревського, Тараса Шевченка, Михайла Коцюбинського. Створив цикл картин за мотивами драми-феєрії Лесі Українки «Лісова пісня», язичницький цикл.

## Увічнення пам'яті
Розпорядженням Одеської ОДА  встановлено премію народних майстрів імені Ростислава Палецького, яка щороку вручається  найкращими митцям Одещини.
Премія імені Ростислава Палецького започаткована також Любашівською селищною радою.